# Stobrawa (Opole)
Pour les articles homonymes, voir Stobrawa.
 (août 2025).
Si vous disposez d'ouvrages ou d'articles de référence ou si vous connaissez des sites web de qualité traitant du thème abordé ici, merci de compléter l'article en donnant les références utiles à sa vérifiabilité et en les liant à la section « Notes et références ».
Stobrawa est un village du district administratif (gmina) de Popielów dans le powiat d'Opole dans la voïvodie d'Opole dans le Sud-Ouest de la Pologne. Il est situé à environ 31 km au nord-ouest de la capitale régionale, Opole. Avant 1945, le territoire qu'occupe le village faisait partie de l'Allemagne. Le village est situé le long de la rivière Stobrawa dans une aire protégée appelée parc naturel de Stobrawa (en).

## Annexe